# Doom and Gloom
"Doom and Gloom" és el primer senzill de l'àlbum recopilatori GRRR! de la banda britànica de rock and roll Rolling Stones que van estrenar el passat 11 d'octubre a l'emissora de ràdio BBC Radio 2. Aquesta cançó suposà el retorn el primer cop que Mick Jagger, Keith Richards, Charlie Watts i Ron Wood van tornar a l'estudi junts des de feina 7 anys, des de la gravació del seu últim àlbum A Bigger Bang. Un videoclip també es va donar a conèixer a YouTube el mateix dia.
La cançó va aconseguir la 36a posició a la llista Billboard Japan Hot 100.
El riff inicial de la cançó el realitza Mick Jagger. Richards va comentar sobre el fet que Jagger havia estat qui va comandar la cançó i va tocar-ne el riff inicial:
| «                | I don't give a damn. He'd never have learned how to play that without me teaching him how to do it. | » |
| — Keith Richards | |   |

## Crèdits
- Mick Jagger – veu, riff de guitarra, producció
- Keith Richards – guitarra rítmica, producció
- Ron Wood – guitarra solista
- Charlie Watts – bateria

## Llistes
| País                            | Màxima posició |
| ------------------------------- | -------------- |
| Països Baixos                   | 17             |
| Alemanya                        | 64             |
| Àustria                         | 60             |
| Canadà                          | 72             |
| U.K (vendes)                    | 97             |
| U.K (difusió ràdio)             | 21             |
| Espanya                         | 38             |
| França                          | 44             |
| U.S Rock Songs (vendes + ràdio) | 30             |
| U.S Rock Airplay (ràdio)        | 35             |
| Bèlgica                         | 37             |
| Japó (Billboard Japan Hot 100)  | 36             |
| Irlanda                         | 55             |